# 모리츠 블라이프트로이
모리츠 요한 블라이프트로이(독일어: Moritz Johann Bleibtreu, 1971년 8월 13일 ~ )는 독일의 배우이다.

## 출연 작품
- 뮌헨 - 엔드리스
- 괴테 - 알베르트 케스트너
- 엑스페리먼트 - 타렉